# الدوري الإيطالي الدرجة الثانية 1940–41
الدوري الإيطالي الدرجة الثانية 1940–41 (بالإيطالية: Serie B 1940-1941)‏ هو موسم من الدوري الإيطالي الدرجة الثانية. أقيم خلال الفترة 6 أكتوبر 1940 وحتى 12 يونيو 1941، وكان عدد الأندية المشاركة فيه 18، وفاز فيه نادي سامبدوريا.